# Predio 33 Andares
Le Predio 33 Andares est un gratte-ciel de 119 mètres de hauteur construit en 1983 à Maputo, la capitale du Mozambique.
Il abrite sur 33 étages des logements et des bureaux.
C'est le seul gratte-ciel du Mozambique avec la Banco de Moçambique Tower 1 achevée en 2015.	